# Anton von Werner
Anton Alexander von Werner (9. května 1843 Frankfurt nad Odrou – 4. ledna 1915 Berlín) byl německý malíř známý svými historickými malbami významných politických a vojenských událostí v Pruském království a Německu. Ve své době byl jedním z nejslavnějších malířů a je považován za reprezentativního oficiálního umělce vilémovské epochy. Dnes je důležitý zejména svým zachycením událostí prusko-francouzské války, jíž se účastnil, a zejména se proslavil vyobrazením vyhlášení Německé říše ve Versailles.

## Život

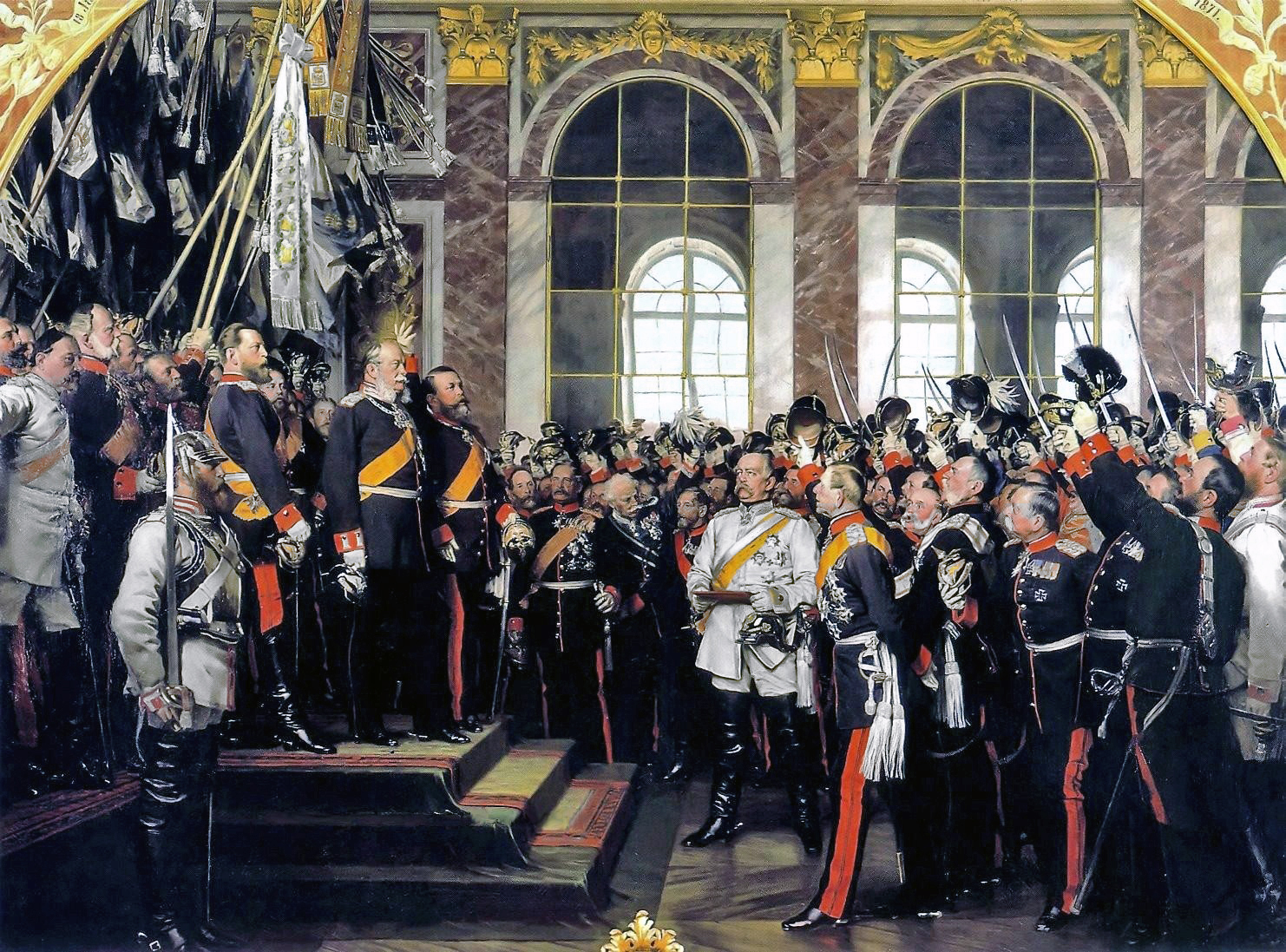
Vyhlášení Německé říše (3. verze; 1885)

Narodil se ve Frankfurtu nad Odrou jako syn truhláře. Jeho rodina původně pocházela z východního Pruska a byla povýšena do šlechtického stavu (von) v roce 1701. V roce 1857 se začal učit jako dekorativní malíř a od roku 1860 studoval malbu na Pruské akademii umění v Berlíně. O rok později pokračoval ve studiu na Akademii výtvarných umění v Karlsruhe, kde studoval u Johanna Wilhelma Schirmera, Ludwiga des Coudrese, Adolfa Schroedtera a Karla Friedricha Lessinga.
V Karlsruhe se Werner setkal s umělci jako byli Eduard Devrient, Johannes Brahms a Clara Schumannová, Paul Heyse a norský malíř Hans Gude. Spisovatel Joseph Victor von Scheffel, který se stal jeho blízkým přítelem a Werner mu ilustroval několik knih, jej představil velkovévodovi Fridrichovi I. Bádenskému. Werner navštívil Paříž v roce 1865 a znovu od března 1867 do července 1868 v souvislosti se Světovou výstavou 1867. Byl silně ovlivněn historickými malbami Ingrese, Delacroixe, Meissoniera a Cognieta, s nimiž se také osobně setkal. Díky výstavě svých raných děl v rámci světové výstavy získal stipendium na pobyt v cizině, roku 1868 se odebral do Itálie a do listopadu 1869 pobýval u Anselma Feuerbacha v Římě. Po svém návratu do Badenu získal několik státních zakázek.
Po vypuknutí prusko-francouzské války působil Werner od října 1870 ve štábu 3. armádního sboru pod velením pruského prince Fridricha Viléma. V lednu 1871 byl povolán do pruského ústředí ve Versailles a pověřen úkolem, aby zvěčnil vyhlášení Německé říše v Zrcadlové síni zámku. Tento obraz pro Wernera znamenal vzestup na společenský vrchol. Při jeho tvorbě se seznámil s řadou německých knížat, která ztvárnil, setkal se s kancléřem Ottou von Bismarckem a polním maršálem Helmuthem von Moltkem i s císařem Vilémem I. Poté se vrátil do Berlína, nyní německého hlavního města, a v srpnu 1871 se oženil s Malwine Schroedterovou, dcerou svého učitele Adolfa Schroedtera.
V Berlíně Werner navrhl velký baldachýn nad bulvárem Unter den Linden při triumfálním příchodu vítězných německých vojsk. Získal další veřejné zakázky na vytvoření nástěnné dekorace v portiku Vítězného sloupu, přičemž použil malby ze svého baldachýnu jako skici pro inovativní vitráž. I nadále připomínal prusko-francouzskou válku na dalších obrazech malovaných na zakázku.
V roce 1873 byl Werner jmenován profesorem Berlínské akademie. Jeho kariéra dosáhla vrcholu, když se v roce 1875 stal ředitelem Akademie. Po roce 1888, když nastoupil Vilém II., Werner učil císaře malovat. V roce 1909 nastoupil po Hugovi von Tschudim jako ředitel Národní galerie v Berlíně. Zemřel v Berlíně v roce 1915 a byl pohřben na hřbitově Alter Zwölf-Apostel-Kirchhof v berlínské čtvrti Schöneberg.

## Dílo
Mezi důležitá Wernerova díla patří Kapitulace Sedanu, Vyhlášení Německé říše ve Versailles, Moltke před Paříží, Moltke ve Versailles, Setkání Bismarcka a Napoleona III., Kristus a peníz daně, Vilém I. navštěvuje hrobky, Berlínský kongres a části výzdoby Berlínského vítězného sloupu. Wernerova práce je dnes zajímavá zvláště pro historickou hodnotu jeho vyobrazení událostí francouzsko-pruské války.

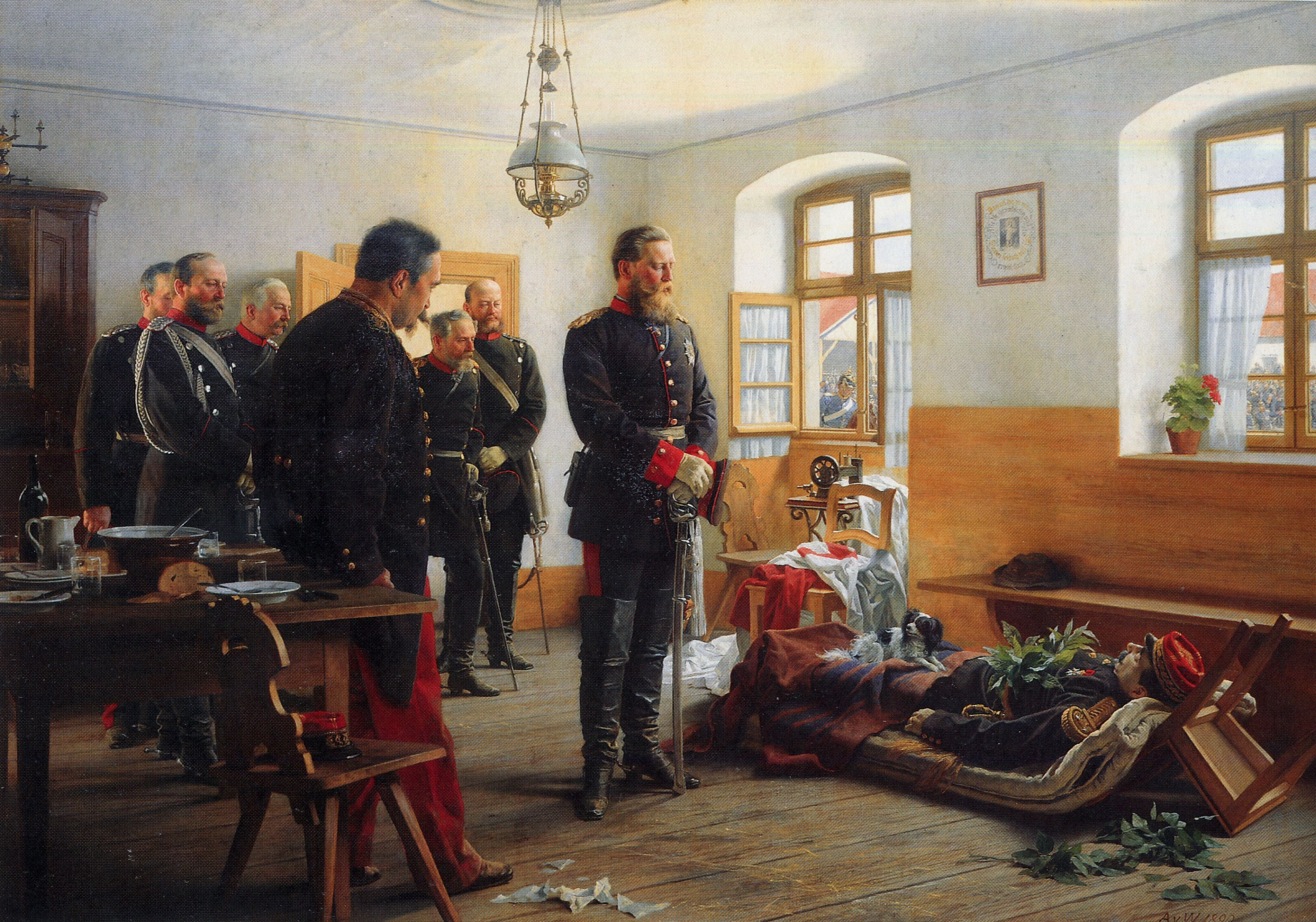
Korunní princ Fridrich Vilém rozjímá nad mrtvolou francouzského generála Abela Douaye, 1888
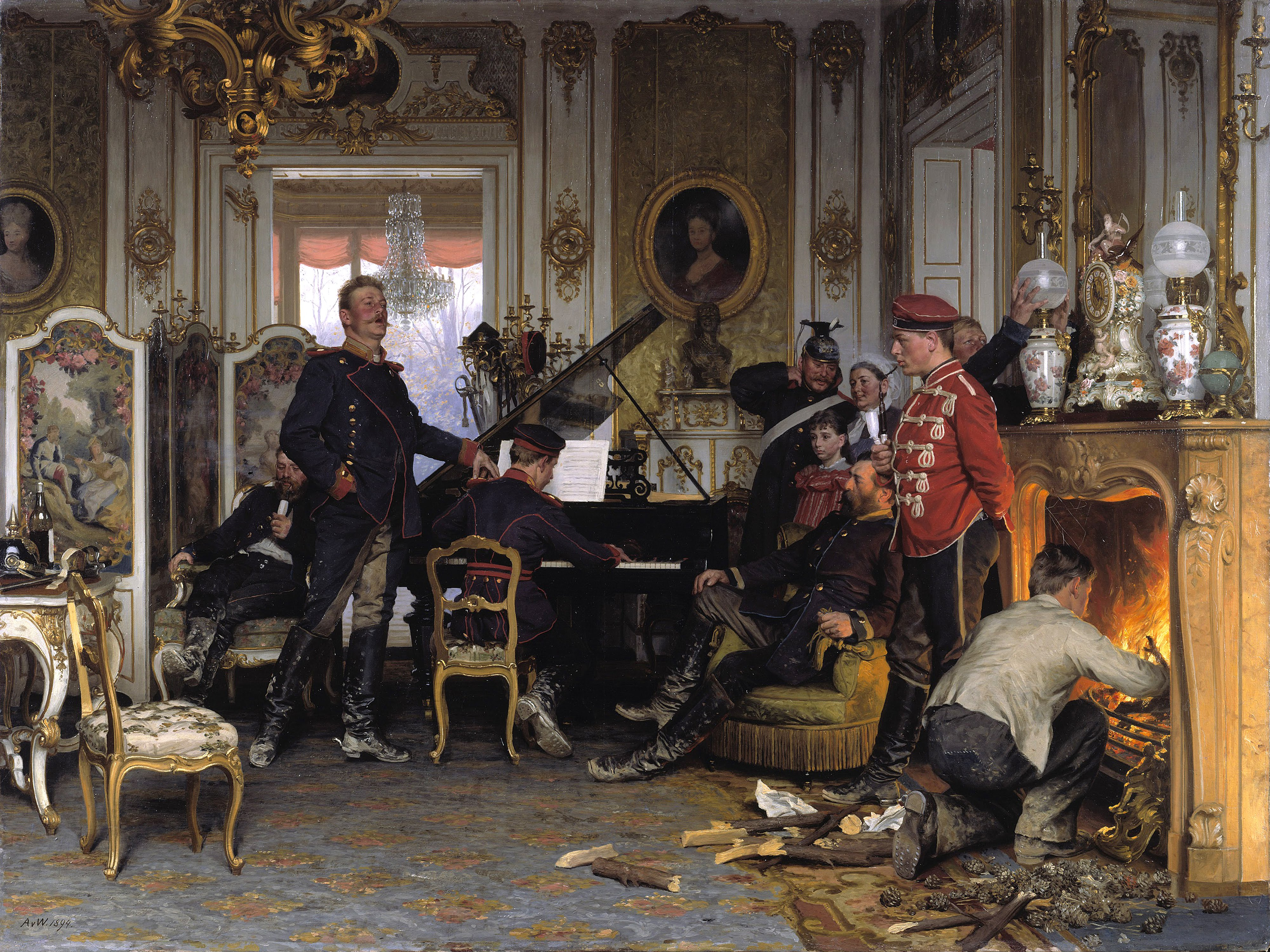
Vojenské ubytování v Paříži, 1894
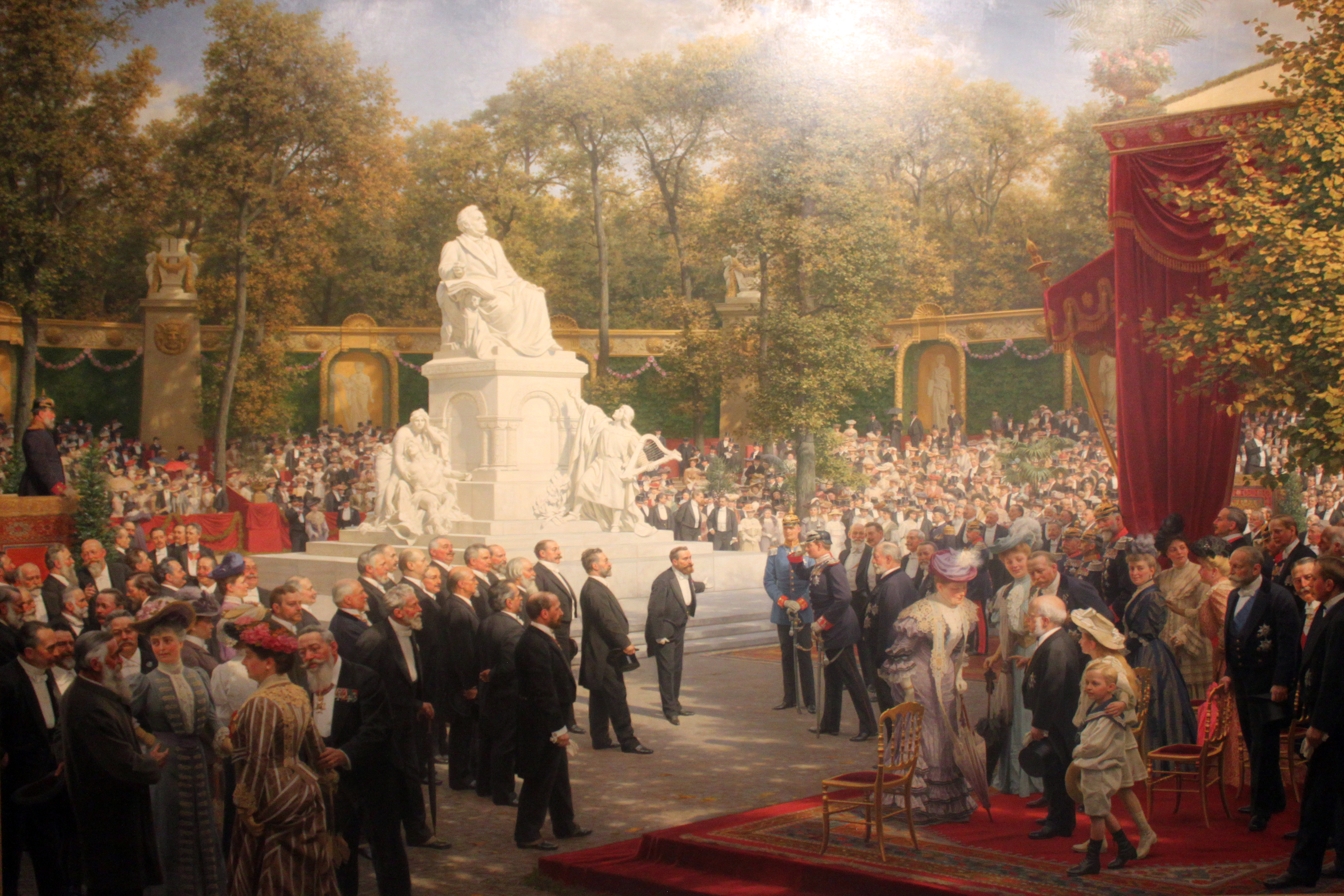
Odhalení památníku Richarda Wagnera v Tiergartenu, 1908
Muž s novinami, 1893, olej na dřevě, 26 cm × 33 cm, soukromá sbírka
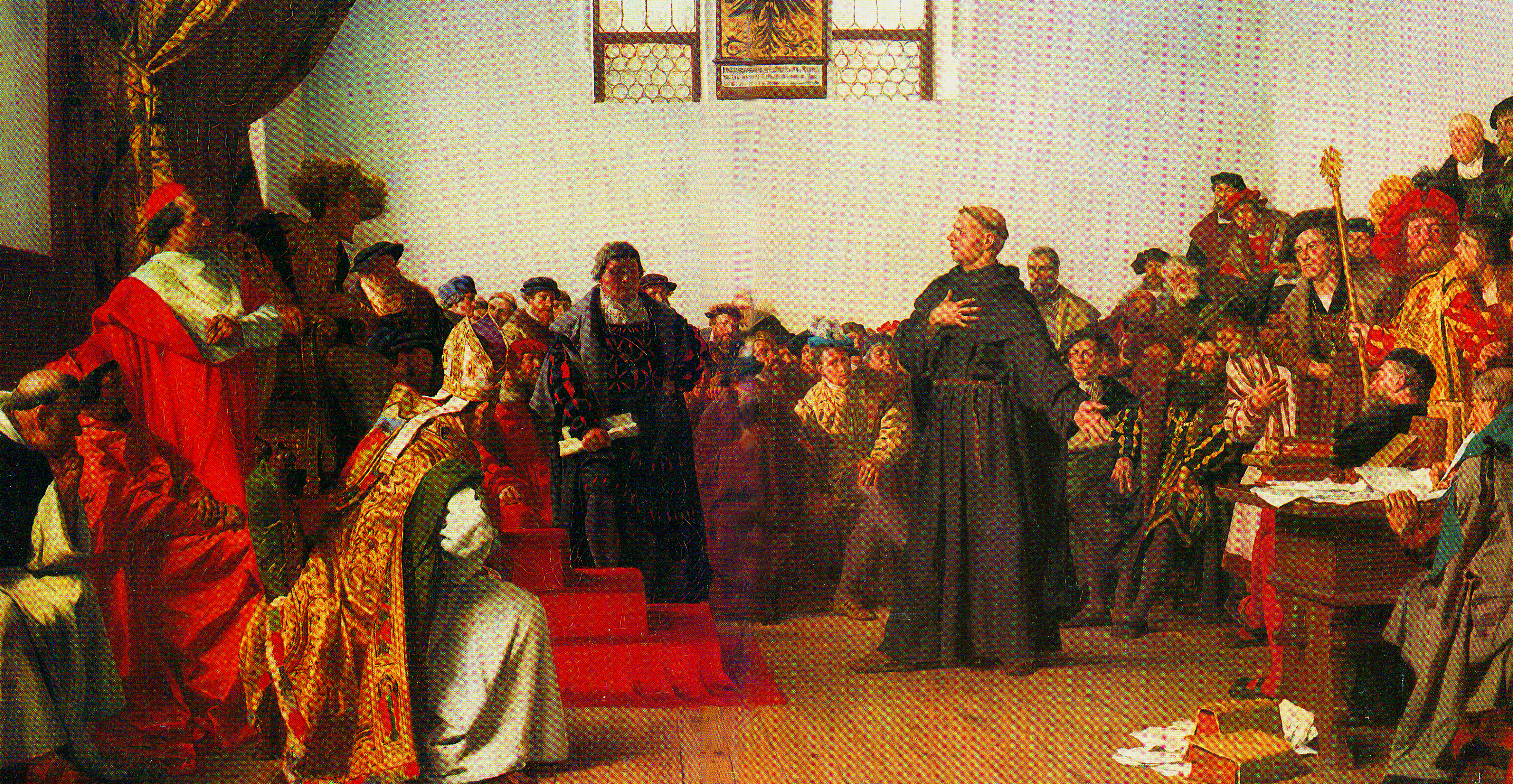
Martin Luther ve Wormsu, 1877